# Židovský hřbitov v Polné
Židovský hřbitov v Polné, písemně doložený roku 1597,  leží na severozpadním okraji města a přístupný je po silničce odbočující z ulice Pod Kalvárií přes potok a řeku Šlapanku. Je v majetku ŽNO Praha  a údajně se zde nachází hrob babičky Adolfa Hitlera. Je chráněn jako kulturní památka České republiky.

## Historie
Nachází se 700 metrů severozápadně od Husova náměstí na Dolním městě – Pod Kalvárií, kde bydlelo až do II. poloviny 17. století několik židovských rodin. K založení došlo podle písemných pramenů v roce 1597 a v 18. a 19. století byl několikrát rozšířen. Okolo něj protéká říčka Šlapanka. Hřbitov zaujímá 3 540 metrů čtverečních. Na místě se tyčí asi 1 300 barokních, klasicistních i novodobých náhrobků v 32 nepravidelných řadách. Nejstarší náhrobní kámen pochází z roku 1683, nejmladší z roku 1940. Areál udržuje skupina místních nadšenců, jimž v činnosti pomáhá od roku 1996 Spolek na záchranu židovských památek.

## Hrob údajné Hitlerovy babičky
Nachází se zde i náhrobek Rosalli Müllerové, rozené Hitlerové, stojí v pravé části hřbitova. V 90. letech se rozšířila informace, že jde o babičku Adolfa Hitlera. Údajně již za protektorátu se sem vypravili příslušníci hitlerjugend, aby náhrobek zničili, deska byla proto povalena a zakryta zeminou. Od roku 1993 v českých novinách a časopisech vycházely články o této zajímavosti, dokonce jeden vyšel i v argentinském listě Gazeta Ilustrada. V roce 1995 o hrobu vysílala reportáž i Televize Nova.